# گوستاوو اندرس
گوستاوو اندرس (به انگلیسی: Gustavo Endres) معروف به گوستاو (زاده ۲۵ اوت ۱۹۷۵) بازیکن والیبال اهل برزیل و عضو سابق تیم ملی والیبال برزیل است.
اندرس به همراه تیم ملی برزیل شش قهرمانی لیگ جهانی در سال‌های (۲۰۰۱، ۲۰۰۳، ۲۰۰۴، ۲۰۰۵، ۲۰۰۶، ۲۰۰۷)، دو قهرمانی جام جهانی (۲۰۰۳، ۲۰۰۷)، دو قهرمانی جهان (۲۰۰۲ و ۲۰۰۶) و یک مدال طلای المپیک (۲۰۰۴) را به دست آورده است.
او پس از بازی‌های المپیک ۲۰۰۸ از تیم ملی خداحافظی کرد.
گوستاوو برادر موریلو اندرس است. گوستاوو از سال ۱۹۹۷ تا ۲۰۱۱ عضو سابق تیم ملی والیبال مردان برزیل بود.
او در رده باشگاهی نیز سابقه بازی در تیم‌های بانسپا، توری فرارا، لاتینا، سیسلی ترویزو، فلوریانوپلیس، پینهیروس را در کارنامه دارد و در حال حاضر عضو باشگاه آپاوی کانواس است.
گوستاوو اندرس در دو لیگ جهانی ۲۰۰۱ و ۲۰۰۷ به عنوان بهترین مدافع روی تور انتخاب شد.